# Trenes (álbum)
Trenes es el quinto álbum solista del cantautor chileno Jorge González.
Su lanzamiento se llevó a cabo el 19 de diciembre de 2015, nueve meses después de lo previsto originalmente, viéndose retrasado por los constantes problemas de salud del músico a raíz de un accidente cerebrovascular que sufrió en febrero del mismo año, mientras realizaba una gira nacional.
Los tres singles del disco fueron «Nada es para siempre», «Trenes, trenes, trenes» y «Una noche entera de amor». Estas tres canciones, junto a Hay que creer, también salen en el recopilatorio Antología de Jorge González, de 2017.

## Lista de canciones
Todas las canciones escritas y compuestas por Jorge González. 
| N.º   | Título                                           | Duración |  |
| 1.    | «Nada es para siempre»                           | 3:06     |  |
| 2.    | «Trenes, trenes, trenes»                         | 2:51     |  |
| 3.    | «Una noche entera de amor» (o «Una noche final») | 3:11     |  |
| 4.    | «Hay que creer»                                  | 2:54     |  |
| 5.    | «Desconocido»                                    | 3:13     |  |
| 6.    | «Yo la vi»                                       | 3:19     |  |
| 7.    | «Julián»                                         | 3:03     |  |
| 8.    | «Brillas»                                        | 2:21     |  |
| 9.    | «Corre»                                          | 2:52     |  |
| 10.   | «Gia»                                            | 3:57     |  |
| 11.   | «Todo es verdad»                                 | 3:56     |  |
| 34:55 |                                                  |          |  |

## Personal
Banda
- Jorge González Ríos: Letra y música.
- Gonzalo Yáñez: Guitarras.
- Jorge Delaselva: Bajo y guitarras.
- Eduardo Quiroz: Batería.

Músicos adicionales
- Gige Vidal: Orquesta.

Producción
- Jorge González: Grabación y mezcla.
- Gonzalo González: Masterización.
- Alfonso Carbone: Productor Ejecutivo.
- Pier Bucci: Fotos portada disco.
- Zaida González: Foto página central disco.
- Marco González: Diseño, arte y fotos collage.